# Teatar &TD
Teatar &TD hrvatska je kazališna kuća iz Zagreba. Ima multifunkcionalan programski prostor otvoren za kazališna, koncertna, festivalska, izložbena te različita interdisciplinarna događanja i eksperimentiranja.
Nalazi se u kompleksu Studentskog centra u Savskoj ulici u Zagrebu. Postoje tri dvorane: velika, polukružna i crna. Na mjestu kazališta prije je bio talijanski paviljon Zagrebačkog velesajma. Velesajam se kasnije premjestio na današnju lokaciju u Novom Zagrebu.
U Teatru &TD nastupala je većina hrvatskih kazališnih glumaca i velikani poput Eugena Ionesca, Daria Foa, Jiřía Menzela i dr. Umjetnički ravnatelji bili su: Momir Lukšić, Vjeran Zuppa, Slobodan Šembera, Miro Gavran, Mani Gotovac, Darko Lukić, Damir Mađarić i Nataša Rajković. Kazališni program uključuje poetiku avangarde, eksperimetiranje, pomicanje granica i slobodu stvaralaštva te nove kulturne i kazališne tendencije.
2011. godine umjetnička ravnateljica Teatra &TD Nataša Rajković pokrenula je kazališni festival Ganz novi festival.
Od 2014. siječnja svake godine kazališnom revijom Siječanjskom akcijom otvaraju kazališnu godinu.

## Vanjske poveznice
- sczg.hr - Teatar &TD  Arhivirana inačica izvorne stranice od 30. lipnja 2014. (Wayback Machine)